# ۱۵۵ (عدد)
۱۵۵(صد و پنجاهو پنج) یک عدد طبیعی است که بعد از ۱۵۴ و قبل از ۱۵۶ قرار دارد.